# Джузеппе из Копертино
Джузеппе из Копертино, также известный как Иосиф из Купертино и Иосиф Купертинский (17 июня 1603, Копертино — 18 сентября 1663) — итальянский монах-францисканец, который почитается как мистик и святой. Он, как говорится в легендах, был удивительно глуп, но при этом обладал способностью к левитации; кроме того, был подвержен многочисленным экстатическим видениям, после которых какое-то время пребывал в полной прострации. Был канонизирован в 1767 году; ныне считается покровителем пассажиров самолётов, лётчиков, космонавтов, умственно отсталых людей, испытателей и бедных студентов.

## Биография
Будущий святой появился на свет в Копертино, Апулия, Италия, и при рождении получил имя Джузеппе Мария Деза. Его отец, Феличе Деза, был плотником в укреплённом городе Копертино, расположенном на полуострове Апулия, в то время являвшемся частью Неаполитанского королевства. У себя в городе был известен как щедрый человек и нередко оплачивал долги своих бедных соседей, однако при этом так же часто в результате оказывался в долгах сам. Феличе умер до рождения Джузеппе, оставив беременную жену Франческу Панара обездоленной.
Достигнув возраста 17 лет, Джузеппе попытался вступить в орден францисканцев-конвентуалов, однако не был принят ввиду отсутствия у него образования. Затем присоединился к ордену капуцинов, но вскоре был изгнан, поскольку его признали непригодным к служению из-за постоянных приступов экстаза. В начале 1620-х годов он был наконец принят в конвентуальный францисканский мужской монастырь близ Купертино. Оттуда его направили на учёбу, но с усвоением теологии у Джузеппе возникли трудности: у него не было способностей к обучению. Легенда гласит, что он прилежно старался запомнить маленькую часть материала, заданного для выучивания, ибо не в состоянии был добиться большего, — и молился, чтобы его спросили именно тот текст, который он учил.
Когда Джузеппе проходил проверку на рукоположение в сан диакона, епископ наугад попросил его изложить по тексту «блаженно чрево, носившее Тебя». Он успешно справился с этим — и был рукоположён в сан диакона. Когда речь шла о продвижении к священству, первые кандидаты сдали экзамен так хорошо, что остальных, в том числе Джузеппе, приняли без экзаменов, и он был рукоположён в священники в 1628 году.

### Левитация

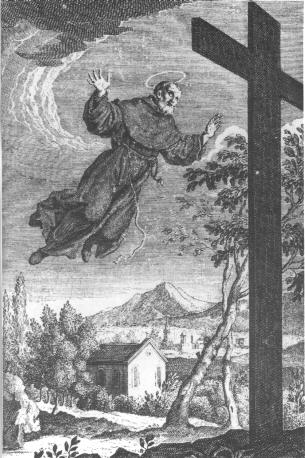
Святой Джузеппе. Гравюра XVIII века

4 октября 1630 года в городе Купертино состоялось шествие в день памяти святого Франциска Ассизского. Джузеппе участвовал в процессии, когда, по легенде, он вдруг взмыл в небо, где оставался парящим над толпой. Когда он опустился наземь и понял, что произошло, ему стало настолько неловко, что он бежал в дом своей матери и спрятался там. Это был первый из многих его полётов, благодаря которым он вскоре получил прозвище «Летающий святой».
Жизнь Джузеппе резко изменилась после этого инцидента. Его полёты продолжались и повторялись всё чаще. Его начальство, встревоженное невозможностью контроля за полётами с его стороны, запретило ему обыденные занятия, полагая, что его необычная реакция на происходящее вокруг привлечёт слишком большое внимание к монастырю. Джузеппе, так или иначе, не мог сдерживать себя. Услышав имена Иисуса или Марии, пение гимнов в праздник святого Франциска или во время массовых молитв, он переходил в полубессознательное состояние и парил в воздухе, оставаясь там, пока кто-либо из вышестоящих не велит ему опуститься на землю.
Самый известный полёт якобы произошёл во время папской аудиенции — на глазах римского папы Урбана VIII. Когда Джузеппе наклонился, чтобы поцеловать ноги папы, он внезапно преисполнился благоговения от созерцания викария Христа (лат. vicarius Christi — титул папы римского) на земле и поднялся в воздух. Лишь когда министр-генерал ордена, присутствующий на аудиенции, приказал опуститься вниз, Джузеппе смог приземлиться на пол.

### Другие чудеса
Среди других паранормальных явлений, связанных с Джузеппе, было, как говорят, обладание даром исцеления. Так, рассказывают, что он однажды излечил девушку, которая страдала корью в тяжёлой форме. Другая история гласит, что когда в окрестностях свирепствовала жестокая засуха, всё общество города попросило Джузеппе помолиться о дожде, что он и сделал, — и долгожданная влага пролилась с небес на иссохшую землю.
Кроме того, он посвятил себя улучшению духовной жизни своих товарищей-монахов.

### Последствия славы
Не все из братьев, с которыми жил Джузеппе, были благосклонны к нему. Некоторые ругали Джузеппе за то, что он не принимал деньги и подарки, предлагаемые исцелёнными им людьми, особенно когда это были дворяне. Он также испытывал затруднения с одеждой из-за стремления многих людей, считающих его пророком и святым, к обладанию реликвиями в виде клочков его облачения.
Возможно, самым трудным в жизни Джузеппе был период, когда он оказался обвиняемым на процессе инквизиции в Неаполе. Монсеньор Джузеппе Паламолла обвинил его в привлечении излишнего внимания, имея в виду его «полёты» и молву о сотворённых им чудесах. 21 октября 1638 года обвиняемого вызвали, дабы он предстал перед судом инквизиции, а когда он приехал, задержали на несколько недель. Однако в конце концов выпустили: судьи не нашли за ним никакой вины.

### Жизнь в изгнании
После освобождения от инквизиции Джузеппе отправили в монастырь Сакро-Конвенто в городе Ассизи. Хотя Иосиф был счастлив пребывать рядом с могилой святого Франциска (находящейся в нижней церкви Сан-Франческо в этом монастыре), он испытывал определённое духовное истощение. Его полёты прекратились в этот период.
Через два года после его прибытия в Сакро-Конвенто Джузеппе стал почётным гражданином Ассизи и полноправным членом францисканской общины. Он жил в Ассизи ещё девять лет. В этот период Джузеппе был востребован людьми (в том числе министрами-генералами, провинциальными начальниками, епископами, кардиналами, рыцарями и светскими князьями), которые хотели испытать его божественное утешение. Он был рад услужить, но изоляция в изгнании ввергла его в депрессию. Верующие могли искать его, но ему не разрешили проповедовать и выслушивать исповеди, равно как и принимать участие в шествиях и праздниках в праздничные дни.
Со временем Джузеппе привлёк огромное количество поклонников. Чтобы остановить это, папа Иннокентий X решил перевезти его из Ассизи и поселить в тайном месте под юрисдикцией братства капуцинов в Пьетраруббии. Джузеппе был помещён там под строгим приказом не писать письма, но его присутствие там продолжало привлекать толпы людей. Это вскоре заставило перевезти его в другое место, на этот раз в Фоссомброне, что привело к немного большему успеху в деле его изоляции.
Когда папа Иннокентий X умер, монахи-конвентуалы попросили его преемника Александра VII освободить Джузеппе от изгнания и вернуть в Ассизи. Тот не согласился и вместо этого поместил изгнанника в мужской монастырь в Озимо, где местным епископом был племянник Папы. Там Джузеппе было приказано жить в уединении и не говорить ни с кем, кроме епископа, генерала-викария Ордена, его товарищей, братьев, а в случае проблем со здоровьем — с лекарем. Джузеппе переносил это испытание с большим терпением. Легенда гласит, что он даже не жаловался, когда брат-повар забыл принести ему какой-либо еды в его комнату в течение двух дней.

## Последние дни и смерть
10 августа 1663 года Джузеппе заболел лихорадкой, но этот опыт наполнил его радостью. Когда его попросили молиться за своё исцеление, он сказал: «Нет, не дай Бог!» Он испытал экстаз и полёты во время своей последней мессы, которая пришлась на праздник Успения. В начале сентября Джузеппе почувствовал, что конец близок, и сказал: «Осёл уже начал подниматься в гору!» (под «ослом» он подразумевал собственное тело). После получения последнего таинства, папского благословения и чтения литании Богоматери монах Джузеппе Деза из Копертино умер вечером 18 сентября 1663 года.
Он был похоронен двумя днями позже в часовне Непорочного зачатия при большом скоплении людей.

## Прославление

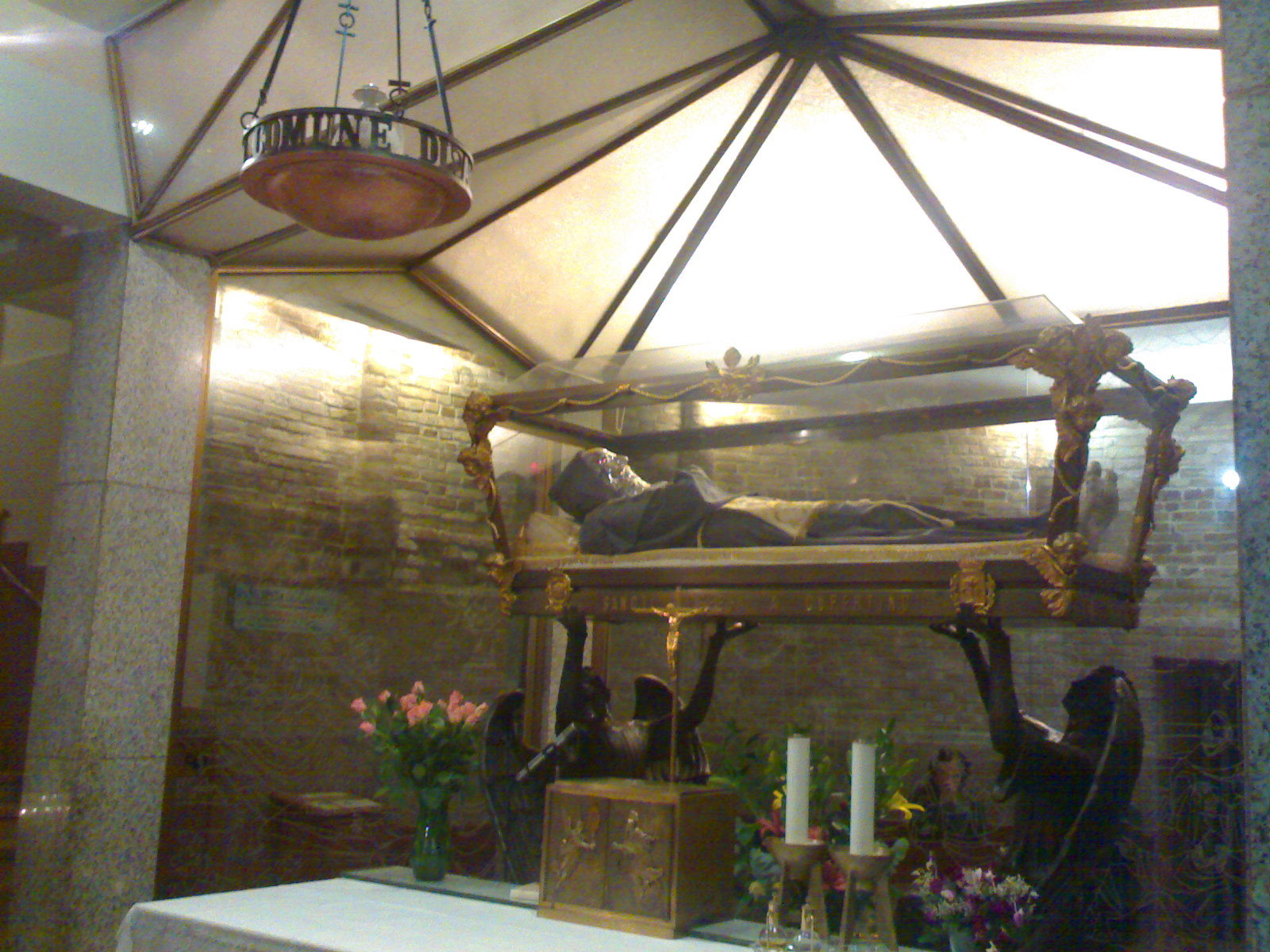
Мощи святого Джузеппе

Джузеппе был канонизирован 16 июля 1767 года при папе Клименте XIII. В 1781 году большой мраморный алтарь в церкви Сан-Джузеппе-да-Копертино в Озимо был построен так, что тело святого Джузеппе оказалось размещённым под ним, и оно остаётся там до сих пор.

## В кино
- «Упрямый святой» / The Reluctant Saint (США—Италия, 1962 год). Режиссёр — Эдвард Дмитрык. В роли Джузеппе из Копертино — Максимилиан Шелл.